# Patrice Lessard
Patrice Lessard est un écrivain québécois né à Louiseville en 1971.

## Biographie
Originaire de Louiseville, en Mauricie, Patrice Lessard a d'abord étudié en sciences pures avant de s'inscrire en études littéraires à l'Université de Montréal. Il enseigne la littérature française et la création littéraire au cégep de Bois-de-Boulogne depuis 1999.

## Œuvre

### Romans
- Le Sermon aux poissons, Montréal, Éditions Héliotrope, 2011 (ISBN 978-2-923511-368)[3],[4] (finaliste au Prix Ringuet)

- Nina, Montréal, Éditions Héliotrope, 2012  (ISBN 978-2-923975-05-4)[5]
- L'enterrement de la sardine, Montréal, Éditions Héliotrope, 2014  (ISBN 978-2-923975-46-7) [6]
- Excellence Poulet, Montréal, Éditions Héliotrope, 2015  (ISBN 978-2-923975-62-7) [7]
- Cinéma Royal, Montréal, Éditions Héliotrope, 2017  (ISBN 978-2-924666-29-6) [8],[9]
- La danse de l'ours, Montréal, Éditions Héliotrope, 2018  (ISBN 978-2-924666-62-3) [10],[11]
- À propos du joug, Montréal, Éditions Rodrigol, 2019  (ISBN 978-2-923617-28-2) [12] (publié sous le pseudonyme de Sébastien Chevalier)
- Rapines, Montréal, Éditions XYZ, 2025  (ISBN 9782897725464)[13]

### Recueils de nouvelles
- Je suis Sébastien Chevalier, Montréal, Éditions Rodrigol, 2009 (ISBN 978-2-923617-03-9)

## Prix et distinctions
- 2014: Finaliste au Prix littéraire des collégiens pour Nina[14]